# The Last Summer (album)
The Last Summer är Lo-Fi-Fnks andra fullängdsalbum, utgivet 17 augusti 2011.

## Låtlista
1. "Summerlude" – 0:39
2. "Last Summer" – 3:36
3. "Kissing Taste" – 3:15
4. "Boom" – 3:43
5. "Marchin' In" – 5:06
6. "Want U" – 5:20
7. "U Can Have It" – 2:48
8. "Forever" – 4:50
9. "Sleepless" – 3:49
10. "Shut the World Out" – 2:57
11. "Nu Generation" – 3:59